# Cannella (idraulica)

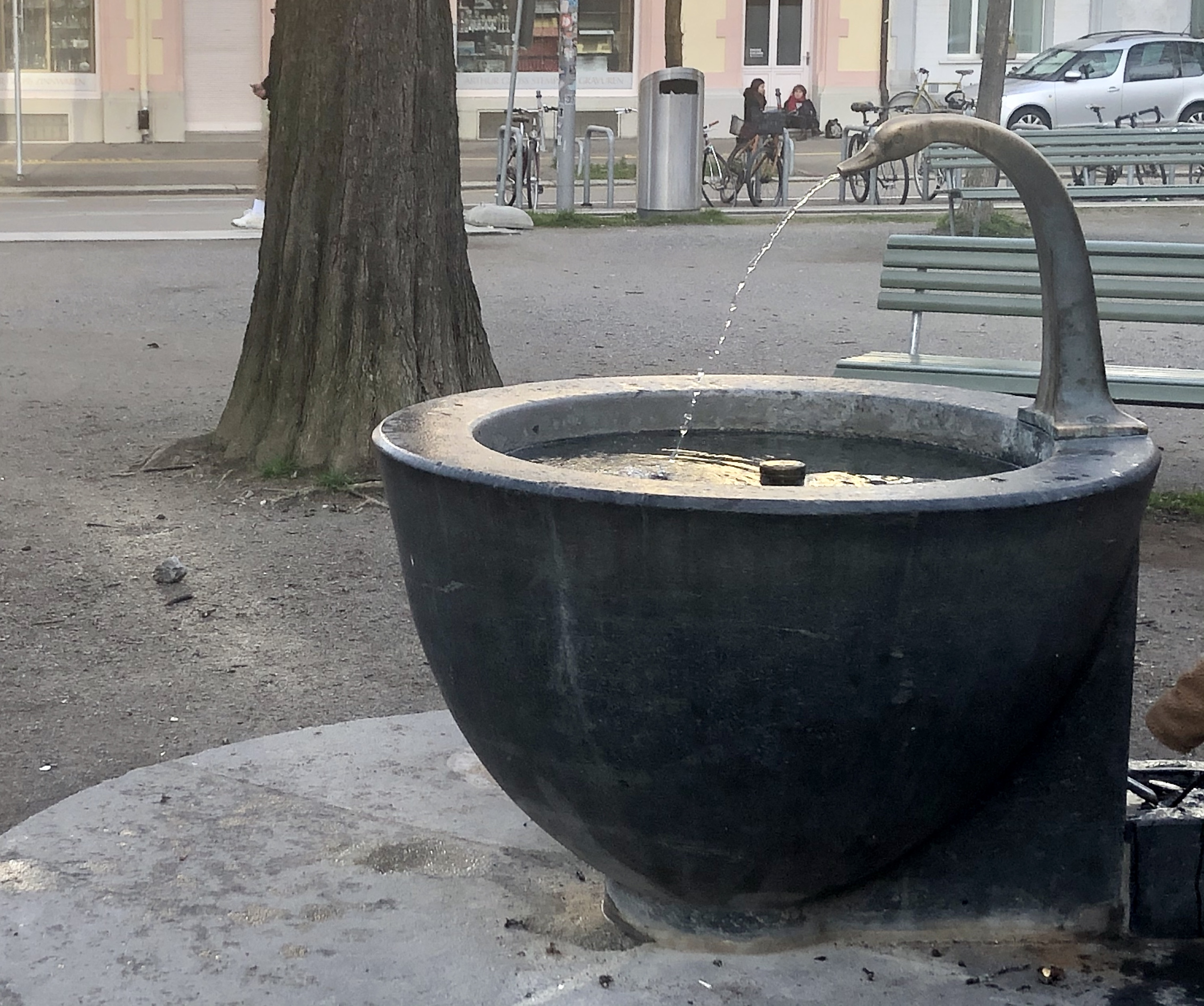
Una fontanella con cannella da cui esce continuamente acqua potabile

È chiamata cannella una estremità aperta di una conduttura che non possiede un rubinetto per regolare il flusso dell'acqua.
Di solito questo tipo di apertura per l'acqua è progettata per essere usata nelle fontanelle pubbliche per l'acqua potabile.
L'assenza del rubinetto rende queste fontanelle semplici e funzionali, ma causa una dispersione e uno spreco di acqua.